# Silene lycaonica
Silene lycaonica är en nejlikväxtart som beskrevs av Chowdh. Silene lycaonica ingår i släktet glimmar, och familjen nejlikväxter. Inga underarter finns listade i Catalogue of Life.